# Erich Heberlein
Erich Heberlein (geboren 26. September 1889 in Cranz, Ostpreußen; gestorben 8. März 1980 in Toledo, Spanien) war ein deutscher Diplomat.

## Leben
Erich Heberlein besuchte das Gymnasium in Danzig und studierte nach dem Abitur von 1908 bis 1912 Jura in Breslau, München und Berlin, er wurde 1913 promoviert. Ab 1912 war er im preußischen Justizdienst beschäftigt. Er war Soldat im Ersten Weltkrieg und heiratete 1915 Käthe Wegner, sie hatten ein Kind. Er wurde als Leutnant der Reserve kurz vor Kriegsende an das Generalkonsulat in Zürich abgeordnet. Im August 1919 wurde er in den Diplomatischen Dienst aufgenommen. Von 1920 bis 1925 war er an der Gesandtschaft in Madrid eingesetzt, dort heiratete er 1922 die Spanierin mit irischen Wurzeln Margot Calleja, sie hatten den Sohn Oskar Heberlein. Ab 1925 war er Vertreter des Auswärtigen Amtes beim Reichskommissar für die besetzten rheinischen Gebiete in Koblenz. 1928 ging er an die Gesandtschaft nach Athen, 1934 nach Buenos Aires. Zum 1. August 1935 trat er der NSDAP bei (Mitgliedsnummer 2.549.704). Ab 1937 war er noch im Spanischen Bürgerkrieg an der deutschen Botschaft im faschistischen Spanien eingesetzt. 1941 war seine Amtsbezeichnung Gesandter. Im Februar 1943 wurde er nach Berlin beordert, um das Referat für Spanien und Portugal zu leiten.
Heberlein erkrankte im August 1943 und fuhr mit Genehmigung zum Genesungsurlaub auf sein Landgut „La Legua“ in der Nähe von Toledo nach Spanien. Als er die Rückkehr nach Deutschland verweigerte, wurden er und seine Frau am 17. Juni 1944 von der deutschen Gestapo aus Spanien entführt und wurden in verschiedenen Konzentrationslagern inhaftiert.
Das Ehepaar Heberlein gehörte im April 1945 zu einem Transport von prominenten KZ-Häftlingen, der vom Konzentrationslager Dachau in das besetzte Italien in die Operationszone Alpenvorland geführt wurde, wo die Häftlinge am 30. April 1945 in Niederdorf von der US-Army befreit wurden.
Heberlein wurde im Jahr 1954 in Anwendung des Wiedergutmachungsgesetzes zum Gesandten I. Klasse a. D. befördert.

## Dissertation
- Die Gesellschaft mit beschränkter Haftung vor der Eintragung in das Handelsregister. Borna, 1913